# Adelozotypus novaecaledoniae
Adelozotypus novaecaledoniae là một loài bọ cánh cứng trong họ Tenebrionidae. Loài này được Zoltán Kaszab miêu tả khoa học đầu tiên năm 1982.